# Bons Baisers de Russie (jeu vidéo)
Pour les articles homonymes, voir Bons baisers de Russie et Bons baisers de....
Bons Baisers de Russie (James Bond 007: From Russia with Love en version originale) est un jeu vidéo de tir en vue à la troisième personne et comprenant des séquences de course. Sorti en 2005, il est développé par Electronic Arts, édité par EA Redwood Shores et pour la version PSP en collaboration avec Rebellion Developments.
Mettant en vedette l'agent secret d'Ian Fleming, James Bond, le jeu est inspiré du roman de 1957 et sur le film de 1963 du même nom. Le jeu suit le scénario du livre et du film, avec toutefois l'ajout de nouvelles scènes pour ajouter de l'action. Dans le jeu, le personnage est par ailleurs équipé de gadgets issus de films suivants comme le jet pack d'Opération Tonnerre ou l'Aston Martin DB5 qui apparaît la première fois dans Goldfinger.
Il est l'unique jeu vidéo à représenter James Bond sous les traits et la voix de Sean Connery. Après vingt-deux ans d'absence dans le rôle de l'espion britannique, l'acteur marque sa huitième et dernière performance de 007 sur n'importe quel support avant sa mort en octobre 2020.
Bons Baisers de Russie est sorti sur les consoles GameCube, PlayStation 2 et Xbox fin 2005, ainsi que sur PlayStation Portable en avril 2006. Il est le dernier jeu vidéo James Bond commercialisée par Electronic Arts. En effet, Activision récupère les droits en 2006. 

## Trame

### Synopsis
L'histoire commence un soir à Londres où James Bond a pour mission d'être le garde du corps d'Elizabeth Stark, fille du premier ministre britannique, qui a déjà subi plusieurs tentatives d'enlèvement. Elle organise une soirée au Palais de Westminster mais l'organisation criminelle « Octopus » retente un enlèvement et mise gros avec de nombreux soldats et équipements tel que des jet-packs et hélicoptères. Les hommes d'Octopus envahissent le palais et parviennent à enlever Elizabeth mais au moment où ils tentent de s'évader, 007 les arrêtent et sauve la jeune fille.

Quelque temps après, en pleine guerre froide, l'organisation criminelle Octopus a pour projet de voler une machine de déchiffrement top secret appelée Lektor que l'URSS possède. Ils veulent également venger la mort du Dr Julius No qui faisait également partit d'Octopus, tué par l'agent anglais James Bond. La colonel Rosa Klebb fait donc appelle aux services de Donald « Red » Grant mais pour savoir s'il est à la hauteur pour cette mission, il passe un test : dans un labyrinthe il devra tuer un espion (ayant un masque de Bond) avant que celui-ci ne parvient à en sortir. Il réussit avec succès et Rosa Klebb lui explique donc le plan pour tuer le vrai Bond et récupérer le Lektor.
Peu de temps après, le MI6 (Services secrets britanniques) reçoit l'offre de défection de Tatiana Romanova du KGB (Services secrets russes) par l'intermédiaire de Kerim Bey, chef de la section T (Turquie). Elle souhaite avoir de l'aide afin de pouvoir fuir à l'Ouest et que ce soit James Bond qui s'en charge. En échange, elle leur propose de leur apporter la machine de déchiffrement Lektor ; le MI6 et la CIA souhaitent en acquérir un depuis de nombreuses années. Cependant, Romanova est en mission pour le KGB sous les ordres de Rosa Klebb (celle-ci, ne sachant pas qu'elle travaille chez Octopus) et est chargée de faire semblant de toute cette mascarade. Mais la jeune femme ne connaît pas tous les détails du plan qui sera de tuer Bond. Le MI6 voit le piège arriver mais décident quand même de faire cette mission un peu spéciale. « M » recommande à 007 de descendre au labo voir « Q » afin qu'ils puissent bénéficier de nouveaux gadgets tel que le grappin, la montre-laser ou encore le Q-coptère. Pour la même occasion, Bond passe un test d'aptitude et de désamorçage de bombe. Après cela, « Q » lui remet un billet d'avion pour Istanbul.
Arrivé à bon port, Bond est accueilli par Kerim Bey et Kalem (agents locales des Services secrets britanniques) avec la mythique Aston Martin DB5. Alors qu'ils sont en route pour la section T, Red Grant fait exploser une voiture russe qui les suivaient furtivement depuis l'aéroport. Le plan de Rosa Klebb se met en place. À la suite de cela, les Russes pensent que Bond est la cause de cette explosion. Ils font donc tout pour les arrêter. 007 et Kerim arrivent cependant à la section T mais trop tard : Kerim leur explique que les Russes ont déjà envahi les lieux, pauser des bombes et pris des otages. Bond décide de contrer les plans des Russes et sauve tous les prisonniers.
À la suite de cela, les deux espions décident d'aller furtivement au consulat russe afin d'avoir plus d'informations. Kerim explique à Bond que pour les espionner, ils devront se déguiser, passer un poste de sécurité et enfin, prendre un bateau pour traverser les citernes souterraines de la ville qui les mèneront à une cachette secrète sous l'ambassade. Après avoir trouvé des uniformes russes, ils se rendent donc au poste de sécurité mais ça ne se passe pas comme prévu et se font rapidement démasquer. Ils parviennent cependant à échapper aux Russes et réussissent à atteindre la cachette secrète. Bond et Kerim les espionnent grâce à un périscope de la marine américaine installée depuis quelques années pendant des travaux menant sous une salle de réunion. Ils écoutent une conversation entre plusieurs haut gradés et parmi eux, un tueur bulgare collaborant avec les Russes du nom de Krilencu propose de lancer une attaque dans un camp gitan non loin de la ville. Ils parlent également de mettre le Lektor dans le coffre-fort du consulat. Bond décide d'aller chercher un plan du consulat pour savoir où se situe exactement le coffre et Kerim part prévenir les gitans qu'il connait très bien. Bond part donc de son côté dans des souterrains du consulat et arrive dans un hangar secret ou il trouve le plan mais ce fait piéger. Au moment où il prend le plan, les Russes l'enferme dans une pièce. Cependant Bond trouve le prototype d'un jet-pack et réussit à s'enfuir.
007 rejoint Kerim au camp gitan, qui a déjà eu le temps de prévenir tout le monde afin de se préparer au combat. Krilencu et ses hommes arrivent peu de temps après l'arrivée de Bond et lance une lourde attaque. Ils en profitent pour prendre des otages mais seront vite libérés. Krilencu, poster sur une vieille tour du camp avec un fusil à lunette, met en joue Bond. Mais Grant, présent depuis le début, vise et tire dans l'arme de Krilencu, qui fait dévier son tir et touche Kerim au bras. Krilencu lâche son fusil, décide de stopper le combat et de fuir. À la suite de cela, Bond et Kerim décident d'en finir avec Krilencu et partent à sa cachette le soir même. Après avoir assassiné le tueur bulgare, Bond retourne à son hôtel et trouve par surprise Tatiana Romanova dans sa chambre.
Le lendemain midi, Bond et Kerim vont au consulat pour récupérer Tatiana et le Lektor. Kerim fait exploser une bombe, ce qui permet de faire diversion afin que 007 puisse accéder aux bureaux. Il trouve Tatiana et vont ensemble jusqu'au coffre. Cependant, ils doivent déverrouiller de nombreuses portes blindés et les Russes utilisent du gaz moutarde pour les ralentirs. Arrivés au coffre-fort, ils dérobent le Lektor puis s'enfuient. Kerim les attend dehors avec sa Rolls-Royce Silver Wraith. Ils décident ensuite de se séparer pour se retrouver en soirée afin de prendre le train en direction de l'Ouest et de fuir.
À la gare, voulant prendre l'Orient-Express, Red Grant se présente à Bond sous une fausse identité et lui dit être le contact du MI6 qui doit l'aider à passer la frontière yougoslave. Bond lui propose d'en discuter lors du repas dans le train. Grant va ensuite voir Kerim, se fait passer pour le contrôleur des billets puis le tue d'une balle. Lors du dîner, Grant rejoint 007 à sa table puis lui dévoile la vérité : qu'il travaille pour Octopus, qu'il l'exécutera puis ramènera le Lektor à son organisation. Un combat entre les deux hommes a alors lieu puis arrivé à une petite gare toujours en Turquie, Eva Adara (associé de Grant) arrive et lui dit qu'il faut partir. Les deux criminelles fuient la gare et vont sur un autre quai où les attend un train de l'organisation Octopus. Bond et Tatiana les suivent. Adara s'enfuit avec le Lektor et Grant leur barre la route. Un second combat a donc lieu entre lui et Bond. Grant ce fait toucher par balle et tombe sur les voies ou un train passe au même moment. Kalem arrive au même moment. Bond lui apprend la mort de Kerim.
Quelque temps après, Bond par sur les traces d'Eva Adara dans un pays nordique (probablement en Russie) dans un complexe secret d'Octopus. Il pose des bombes dans l'entrepôt et arrive à mettre la main sur le Lektor. Bond fait tout explosé et parvient à s’échapper des griffes d'Adara. Il retourne juste après à la frontière turque pour récupérer Tatiana et partent ensuite à Venise. À l'hôtel, où Bond et Tatiana peuvent enfin se relaxer, ils sont cette fois attaqués par Rosa Klebb en personne, déguisée en femme de chambre et qui a décidé de prendre les choses en main. Chacune de ses chaussures contient une lame à cran d'arrêt recouverte de poison. Elle tente de piquer Bond, mais celui-ci bloque son attaque avec une chaise. Tatiana profite de la bataille pour s'emparer du revolver de Klebb, tombé pendant le combat. Elle le pointe en direction de Klebb qu'elle abat d'un coup de pistolet avant que celle-ci ne parvienne à ses fins.

À la suite de la mort de Rosa Klebb, l'organisation Octopus contacte le MI6 et les menaces de lancer une bombe sur Londres s'il ne leur donne pas un million de Livre sterling. Le MI6 arrive à trouver la base secrète d'Octopus qui est situé sur une île. Bond par donc en mission là-bas, tue Eva Adara, fait exploser le missile et met fin à Octopus.

### Personnages

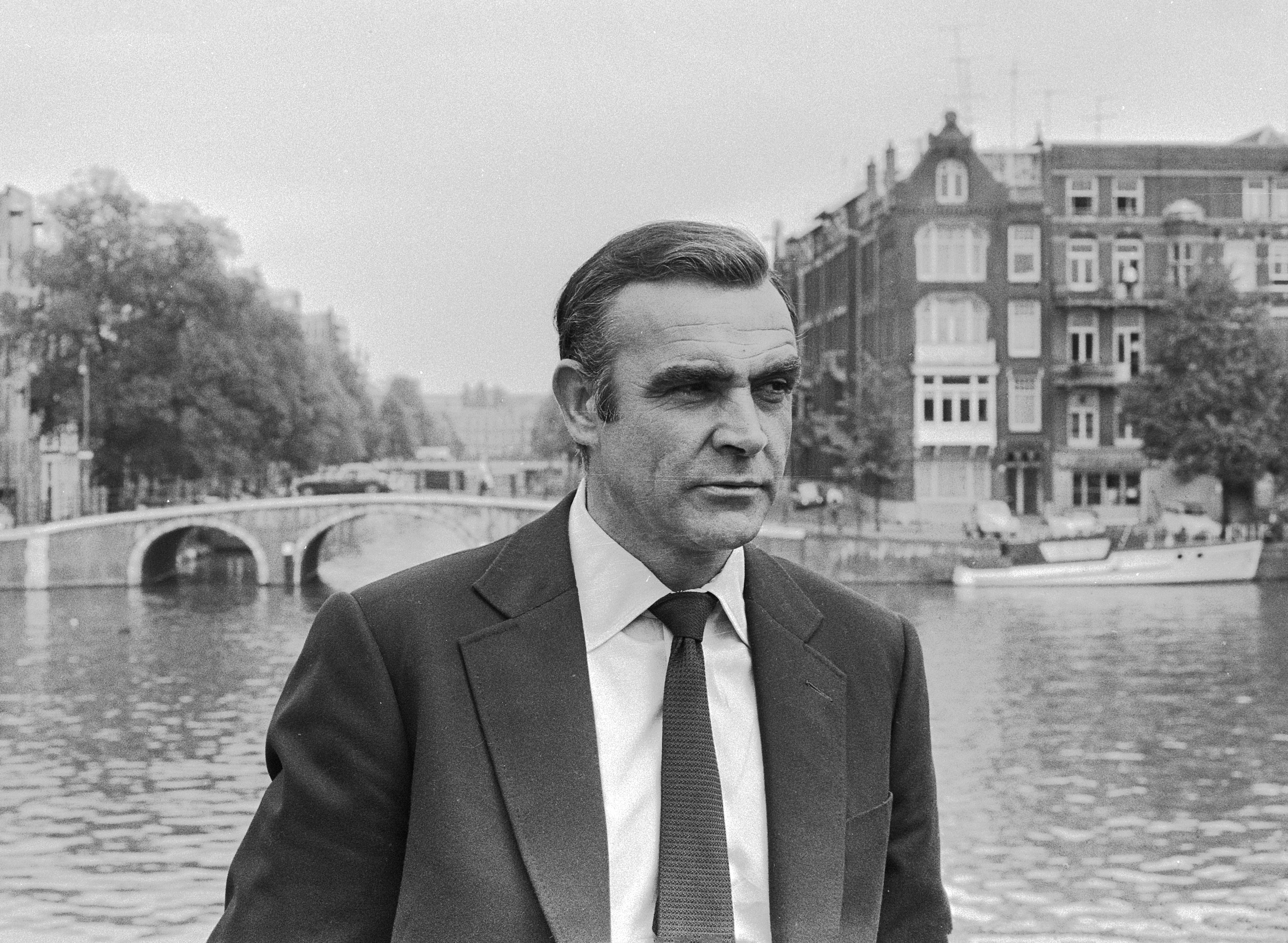
Sean Connery dans le rôle de James Bond.

De nombreux personnages sont tirés du film du même nom :
- James Bond 007, doublé par Sean Connery ;
- Tatiana « Tania » Romanova, doublé par Daniela Bianchi ;
- Ali Kerim Bey, doublé par Pedro Armendáriz ;
- Donald « Red » Grant, doublé par Robert Shaw ;
- Eva Adara, doublé par Maria Menounos ;
- Colonel Rosa Klebb, doublé par Lotte Lenya ;
- Krilencu, doublé par Fred Haggerty (en) ;
- Elizabeth Stark, doublé par Natasha Bedingfield ;
- « M », doublé par Bernard Lee ;
- « Q », doublé par Desmond Llewelyn ;
- Miss Moneypenny, doublé par Lois Maxwell ;
- Kalem, chauffeur et fils de Kerim Bey, doublé par Neville Jason (en).

### Lieux

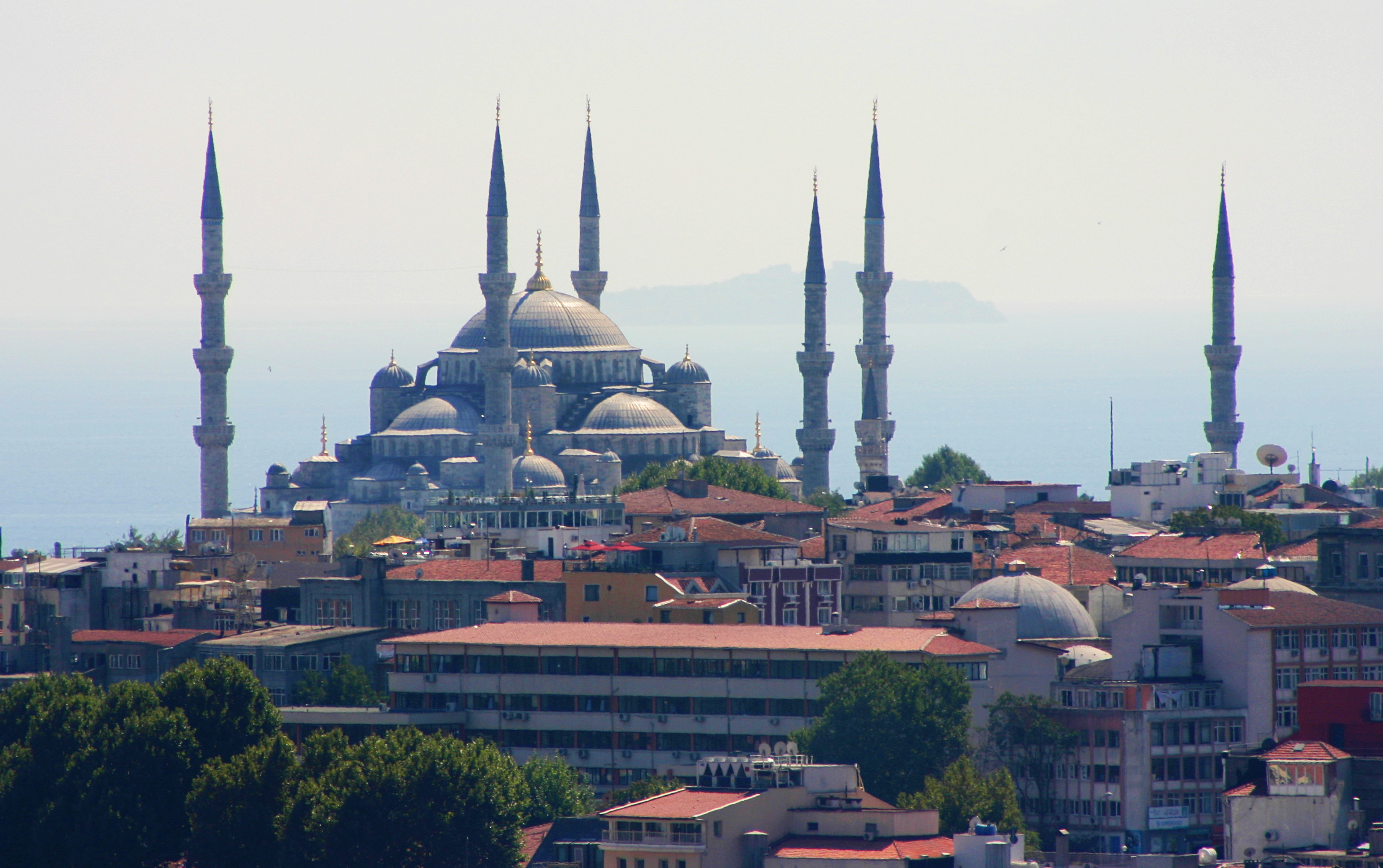
Istanbul.

De nombreux endroits du jeu vidéo sont inspirés de lieux réels.
- Londres : Palais de Westminster, Big Ben, Tour Victoria
- Istanbul : aéroport Atatürk, gare de Sirkeci, citerne Basilique (Yerebatan Sarnıcı)
- Orient-Express
- Venise : Piazza San Marco

## Système de jeu
Bons baisers de Russie est un jeu de tir à la troisième personne comprenant des séquences de jeu de course dans lequel le joueur évolue dans des environnements en trois dimensions.

### Mode solo
Le jeu est divisé en niveaux (ou cartes). Ils sont au nombres de quatorze (plus quatre bonus à débloquer avec des points) qui suit un scénario dans lequel le personnage avance dans le temps. Avant chaque niveau, le système propose trois types de difficultés : Espion, Agent et Agent 00 puis à la fin, il présente un tableau récapitulatif des scores et propose de réaliser une sauvegarde. Entre deux niveaux, le système peut lancer une cinématique qui fait évoluer l'intrigue. Au fil des niveaux, la difficulté augmente (nouveaux personnages, cartes plus étendue...) mais l'arsenal s'enrichit également (armes et gadgets) et le joueur peut les améliorer en trouvant des schémas et mallettes tout au fil du jeu sur les cartes. Il peut également gagner des points de compétence en effectuant des mouvements spéciaux (tirs zoomés, combos et furtivité). Ces points permettent de pouvoir débloquer des extra (personnages pour le mode multijoueur, vidéos et galeries du jeu). Afin de débloquer les quatre niveaux bonus, le joueur doit gagner des récompenses en accomplissant des Exploits 007, en éliminant un maximum d'ennemis, être en difficulté Agent 00 ou encore finir la mission dans un temps déterminé. Le joueur peut également récupérer les munitions des soldats ennemis après qu'ils soient morts. Ils sont de forme rectangulaire avec un halo de couleur rouge (pour les munitions classiques) ou blanc (pour les munitions spéciales, déblocables avec les points). Les gilets pare-balles sont quant à eux munis d'un halo bleu. À noter également que le joueur peut faire fonctionner différents objets sur les cartes, tels qu'un téléphone fixe, une machine à écrire, une cafetière, une fontaine à eau...

#### Liste des niveaux
1. Londres
2. Dédale
3. Istanbul
4. Section T
5. Istanbul 2
6. Sous terre
7. Camp gitan
8. Allée des tireurs
9. Consulat
10. Istanbul 3
11. La gare
12. Usine
13. Frontière
14. Q.G. d'Octopus

Bonus :
1. Tunnels
2. Ruines
3. Plaza
4. Aéroport

#### Liste de l'arsenal
| Armes : - Pistolet PP7 silencieux (équivalant au Walther PP). - Mitraillette Kronen (équivalant au Carl Gustav M45). - Fusil Bosh (équivalant au Mossberg 500). - Fusil d'assaut (équivalant à l'AK-47). - Bazooka. - Fusil de sniper (équivalant au Carabine M1). - Magnum Wright (équivalant au Colt Python). - Pistolet à fléchettes étourdissantes. - Fusil anti-blindage (équivalant aux Barrett M82 ou PTRD-41). | Gadgets : - Gilet pare-balles : peut être amélioré avec des points de recherches. - Montre-laser : idéale pour ouvrir des portes, faire exploser des objets à travers des vitres blindées... - Lance-grappin : utile pour descendre en rappel. - Q-coptère : mini hélicoptère télécommandé avec explosif pour pouvoir explorer certains endroits. - Boutons de manchette sonores : une fois déclenchés, émettent un son suraigu qui trouble les ennemis. - Mallette piégée : contient une mitrailleuse qui fait feu sur les ennemis une fois déployé. |

Objets divers

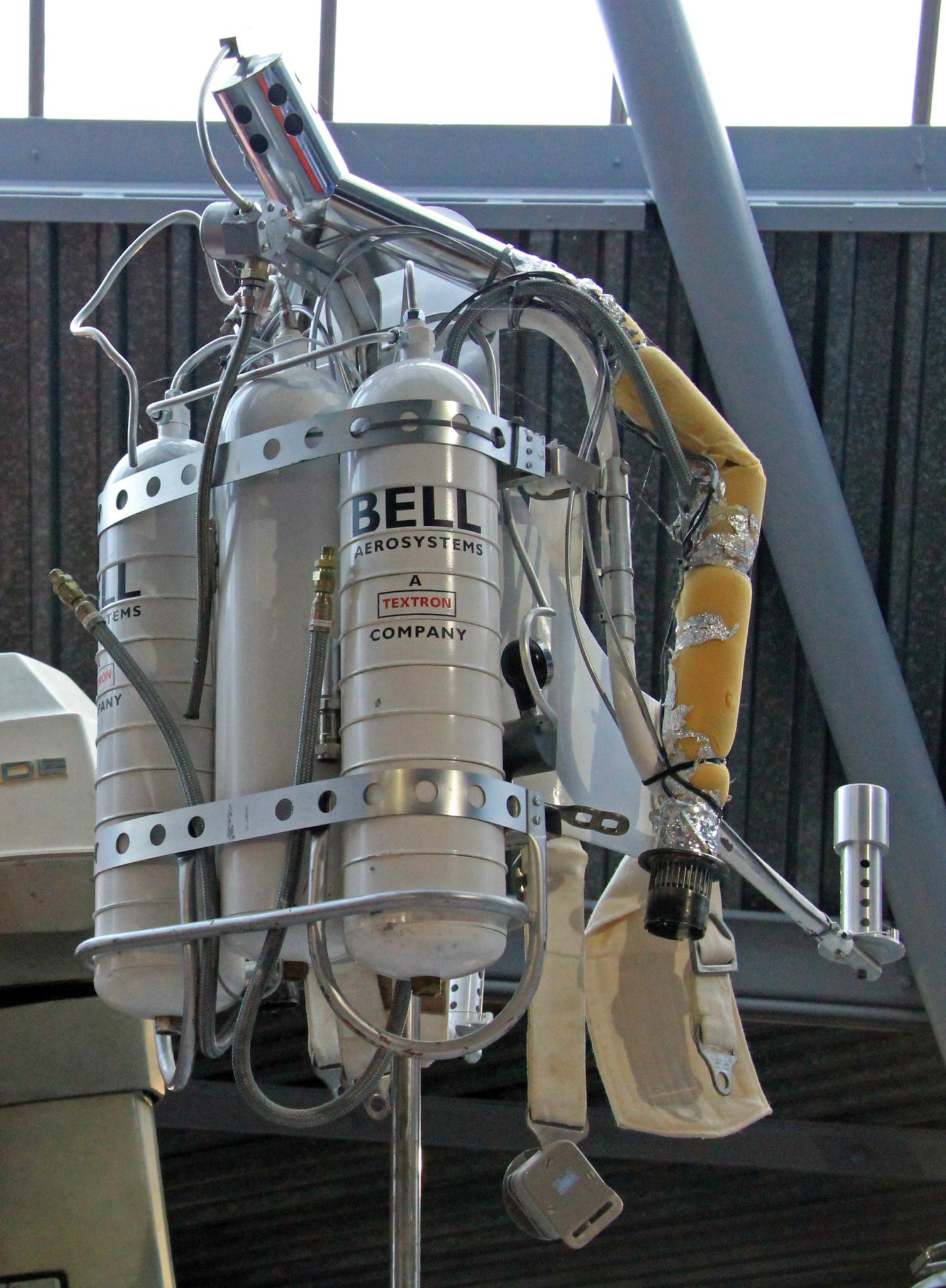
Jet Pack.

Ces objets ne font pas partie de l'arsenal de James Bond. Ce sont souvent des éléments clés de la réussite du niveau.
- Lektor : lecteur de déchiffrement soviétique convoité par le MI6.
- Clés : elles servent à ouvrir des portes verrouillées.
- Masques à gaz : permet de respirer dans les endroits envahis par du gaz asphyxiant.
- Jet-pack
- Mallettes : une fois une mallette ouverte, des touches de manette défilent à l'écran. Si le joueur appuie sur les touches qui apparaissent, il gagne un certain nombre de points de recherche. Les mallettes sont numérotées. Plus elles sont difficiles, plus elles rapportent de points.

Tenues

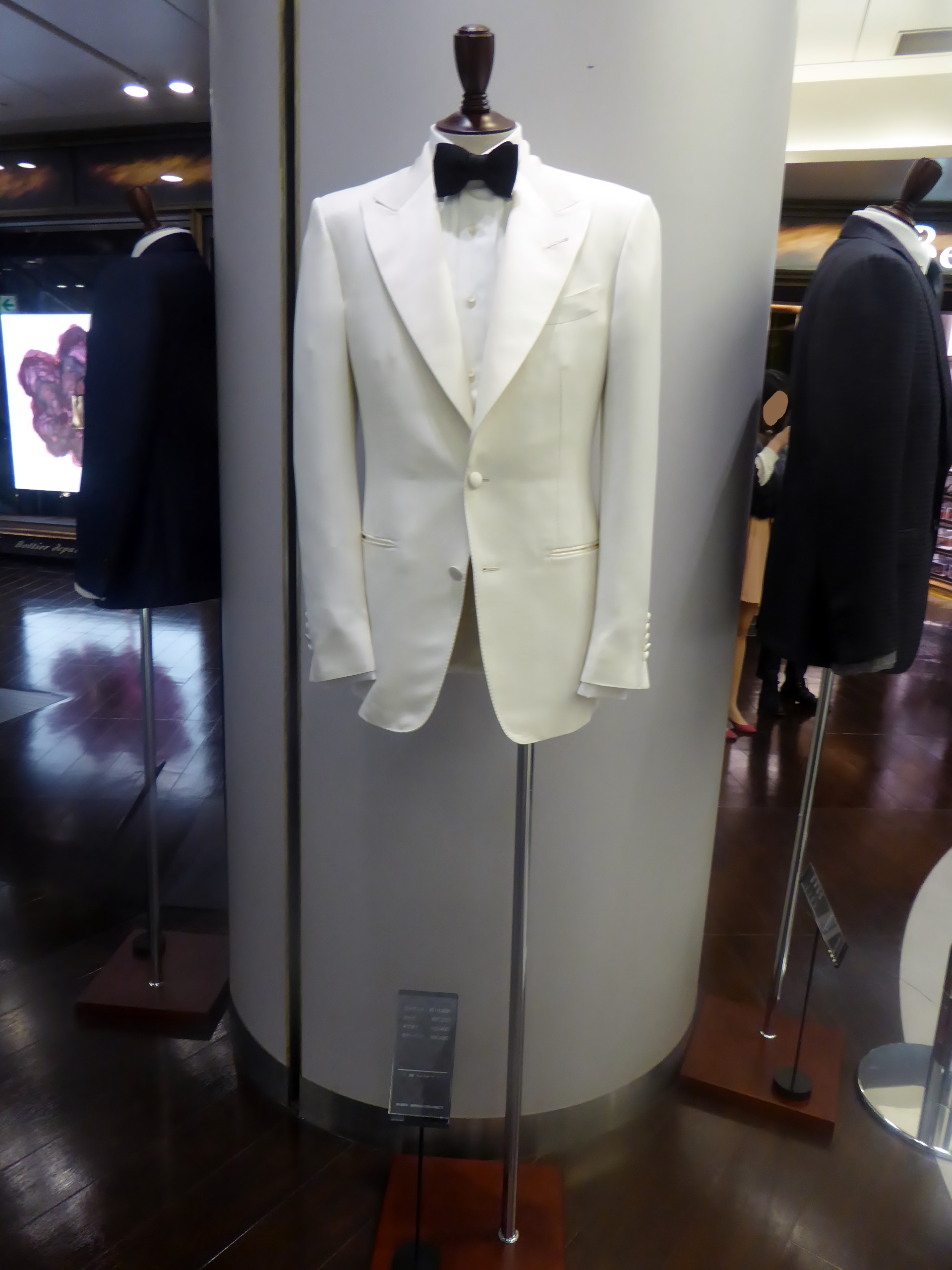
Veste de dîner.

James Bond peut-être vêtu de différentes tenues. Elles seront découvertes au fil du jeu. Elles n'influencent pas le jeu et n'ont qu'un intérêt visuel.
- Veste de dîner.
- Smoking gris.
- Smoking noir.
- Tenue furtive noire .
- Tenue furtive blanche.
- Uniforme russe.

Véhicules jouables
- Aston Martin DB5
- Rolls-Royce Silver Wraith
- GAZ BA-64

### Mode multijoueur
Le mode multijoueur est divisé en deux parties :
- Jouer maintenant : partie classique ou les joueurs (de deux à quatre) s’entre-tue. À noter qu'il est possible de former deux équipes (1x2, 2x2 ou 1x3). Après avoir choisi le profil et le personnage de chaque joueur, trois types de parties sont disponibles : « Classique », « Sabotage » (pose d'une bombe dans l'autre camps afin de gagner plus de points) et « Combat aérien » (mêlée au jet-pack uniquement). Une carte est également à choisir ; elles sont au nombre de sept : Piazza San Carlo, Dédale, QG d'Istanbul, Camp gitan, Silo, Dépôt clandestin et Dépôt d'Octopus. Enfin, des options sont à choisir tel que le type d'armes, la présence ou non de gadgets, de véhicules, de bonus, de radar (afin de repérer l'adversaire) et les tirs alliés (si présence d'équipes). Il est également possible de choisir une limite de temps et de scores. Après tous ces réglages, la partie peut commencer.

- Survie royale : parties en plusieurs manches, avec possibilité d'améliorer son personnage à la fin de chaque manche. Ces parties sont similaires à la partie "Jouer maintenant" mais se déroulent en plusieurs manches dont le nombre peut être déterminé par les joueurs (de deux à seize). Un bonus final est également à choisir. Il permet, lors de la dernière manche, de doubler ses points. Après les choix des profils et personnages, il est possible de personnaliser chaque manche ou de laisser le système les gérer de façon aléatoire. Tous les réglages de la partie ci-dessus sont également à paramétrer.
  - Améliorations des personnages : à la fin de chaque manche, il est possible d'améliorer son personnage à l'aide de points de recherche gagnés pendant la manche. Il y a trois options pour les gains des points de recherche :
    - le gagnant de la manche gagne plus de points de recherche
    - le perdant de la manche gagne plus de points de recherche
    - tous les joueurs gagnent autant de points de recherche.

Les points de recherche peuvent être accumulés durant toute la partie. Les améliorations sont de différentes natures : activation des pièges plus rapides, fusils plus puissants...

## Développement
Bons Baisers de Russie est le premier jeu vidéo développé par EA Redwood Shores à utiliser un moteur de jeu intégré pour les scènes d'action et de conduite. C'était un nouveau moteur qui n'était basé sur aucune des techniques utilisées pour les titres précédents de la série, mais le résultat était similaire à Id Tech 3.
Le jeu a été écrit par Bruce Feirstein (en) qui a précédemment travaillé sur les scripts des films GoldenEye, Demain ne meurt jamais et Le monde ne suffit pas, ainsi que le jeu vidéo Quitte ou double. Après Bons Baisers de Russie, il continua également à écrire les scénarios des futurs jeux vidéo de la série James Bond racheté pars Activision tel que le remake GoldenEye, Blood Stone et 007 Legends.
La bande originale du jeu a été composée par Christopher Lennertz. De plus, Vic Flick, mieux connu pour jouer le riff de guitare original du James Bond Theme, a annoncé qu'il avait contribué à la partition de la bande son du jeu.
Le 5 avril 2005, Sean Connery devait donner sa voix et sa ressemblance pour le jeu. Il a déclaré : « En tant qu'artiste, je vois cela comme une autre façon d'explorer le processus créatif. Les jeux vidéo sont une forme de divertissement extrêmement populaire aujourd'hui, et j'ai hâte de voir comment tout cela s'accorde ». Pour placer les joueurs directement dans le monde du film Bons Baisers de Russie, EA utilisera des ressemblances avec une grande partie de la distribution originale tel que Pedro Armendáriz dans le rôle de Kerim Bey, Desmond Llewelyn pour « Q », Robert Shaw pour Donald "Red" Grant ou encore Lotte Lenya pour Rosa Klebb.
Le 20 octobre 2005, le développement de Bons Baisers de Russie est terminé.

### Problèmes juridiques
L'un des changements apportés à l'intrigue du jeu est l'absence de l'organisation « SPECTRE », qui a joué un rôle essentiel dans le film Bons Baisers de Russie. En raison de problèmes juridiques, qui affligent la série de films de James Bond depuis 1963, l'organisation a été renommée « OCTOPUS ». Le nom SPECTRE a été lié à un différend de longue date sur les droits cinématographiques d'Opération Tonnerre, entre United Artists/MGM et l'écrivain, Kevin McClory, aujourd'hui décédé. À noter que l'organisation criminelle Octopus du jeu vidéo n'a aucun rapprochement avec le film Octopussy de 1983.

### Anecdotes
Dans la mission « La gare », on peut voir un buste de Mustafa Kemal Atatürk avec une inscription dessous : « Ey türk istikbalinin evladı muhtaç oldugun kudret damarlarindaki asil kanda mevcuttur. » qui est une partit de son discours aux jeunes turcs du 20 octobre 1927. En français, cette citation veut dire « O futur fils turc est présent dans le sang noble dans les veines puissantes dont vous avez besoin. ».